# Смирнов Геннадій Іванович
Геннадій Іванович Смирнов (5 квітня 1903, місто Рязань, тепер Російська Федерація — розстріляний 28 липня 1938, місто Москва, тепер Російська Федерація) — радянський державний діяч, голова Держплану СРСР.

## Життєпис
Народився в родині викладача математики Рязанської чоловічої гімназії, пізніше директора Муромського реального училища, статського радника Івана Івановича Смирнова та Глафіри Арсеніївни Корюгіної. 
З 1911 до 1916 року навчався в Муромському реальному училищі.
У 1916—1918 роках — помічник кресляра в Муромських залізничних майстернях, підробляв репетиторством.
У 1919—1920 роках — член сільськогосподарської комуни села Пашково Ардатівського повіту Симбірської губернії.
У 1920—1921 роках — інструктор Ардатівського повітового комітету комсомолу (РКСМ) Симбірської губернії.
У 1921—1923 роках — завідувач відділу політичної освіти, секретар Симбірського губернського комітету РКСМ.
Член РКП(б) з лютого 1922 року.
У 1923—1924 роках — завідувач агітаційно-пропагандистського відділу Симбірського міського комітету РКП(б), одночасно викладач політекономії губернської радянської партійної школи і робітничого факультету в Симбірську. 
У 1924—1926 роках — студент Академії комуністичного виховання імені Крупської.
У 1926—1929 роках — аспірант Інституту економіки Російської асоціації науково-дослідних інститутів суспільних наук (РАНІОН).
Одночасно в 1928—1929 роках — завідувач відділу капітального будівництва та член президії Вищої ради народного господарства СРСР.
У 1929—1930 роках — робітник-шліфувальник заводу АМО в Москві.
У 1930 році — член правління, заступник голови правління Союзколгоспбанку.
У 1930—1934 роках — начальник відділу капітального будівництва Держплану СРСР, член президії Держплану СРСР.
У квітні 1934 — 25 лютого 1937 року — заступник голови Державної планової комісії при Раді народних комісарів СРСР — начальник управління зведеного планування.
25 лютого — 17 жовтня 1937 року — голова Державної планової комісії при Раді народних комісарів СРСР.
17 жовтня 1937 року заарештований органами НКВС. 28 липня 1938 року засуджений Військовою колегією Верховного суду СРСР за статтями 58-7, 58-8, 58-11 Карного кодексу РРФСР до страти. Того ж дня розстріляний на полігоні «Комунарка» біля Москви.
14 березня 1956 року посмертно реабілітований Військовою колегією Верховного суду СРСР.

## Родина
Дружина — Рахіль Юхимівна Нейман, дочка Людмила (нар. 1930).

## Нагороди
- орден Леніна (21.02.1936)